# Збірна Туркменістану з хокею із шайбою
Збірна Туркменістану з хокею із шайбою — національна чоловіча збірна команда Туркменістану, яка представляє країну на міжнародних змаганнях з хокею. Функціонування команди забезпечується Федерацією хокею Туркменістану.

## Історія
Перша збірна формується у 2011 році з гравців чотирьох команд з Ашгабату – «Огузхан», «Алп Арслан», «Шир» та «Бургут».
У 2013 році збірна Туркменістану провела свій перший міжнародний матч проти юніорської збірної Мінська у якому здобувають перемогу 7:2.

## Виступи на чемпіонаті світу
- 2018 — 1 місце Дивізіон III Група B
- 2019 — 3 місце Дивізіон III Група А
- 2022 — 3 місце Дивізіон ΙІІ Група А
- 2023 — 2 місце Дивізіон ΙІІ Група А
- 2024 — 4 місце Дивізіон ΙІІ Група А
- 2025 — 2 місце Дивізіон ΙІІ Група А